# Pristidactylus araucanus
Pristidactylus araucanus är en ödleart som beskrevs av  José María Alfono Félix Gallardo 1964. Pristidactylus araucanus ingår i släktet Pristidactylus och familjen Polychrotidae. Inga underarter finns listade i Catalogue of Life.